# Mid Suffolk
Mid Suffolk este un district ne-metropolitan situatîn Regatul Unit, în comitatul Suffolk din regiunea East, Anglia.

## Orașe din cadrul districtului
- Eye
- Needham Market
- Stowmarket

## Vedeți și
- Listă de orașe din Regatul Unit